# Yuhi IV Gahindiro
Yuhi IV Gahindiro fou el rei (mwami) del regne de Ruanda entre 1792 i 1802. Era el cap del clan Bahindiro i pare de Mutara II Rwogera. El seu pare Mibambwe III Mutabazi II Sentabyo va morir en una epidèmia de verola. Durant la seva minoria, el país va ser regit per la reina-mare Nyirayuhi Nyiratunga amb l'ajut dels caps. Al començament del seu regnat va dirigir una expedició contra Burundi, que va culminar amb el desastre de ku-Muharuro, en un lloc avui anomenat Kirundo (de Kurunda, "pila", en referència al nombre de cadàvers). Gahindiro augmentà els impostos sobre els tutsi, hutu i twa: va crear al costat dels "caps del sòl" que recull regalies agrícoles els "caps de bestiar" que gravaven un impost sobre la llet, així com un cos armat permanent i hereditari.
El seu regnat és recordat en la història de Rwanda com el més pacífic. Va morir sense sang a les mans. Els seus altres fills reconeguts foren Nyirindekwe, Nkusi, Rubega, Rwanyanya, Rwayega,Rwabika, Nyabigondo, Nkoronko, Mutijima, Nyamashara, Rubamburamanzi, Mashara i Urujene. Va morir de vell.